# Barðaströnd

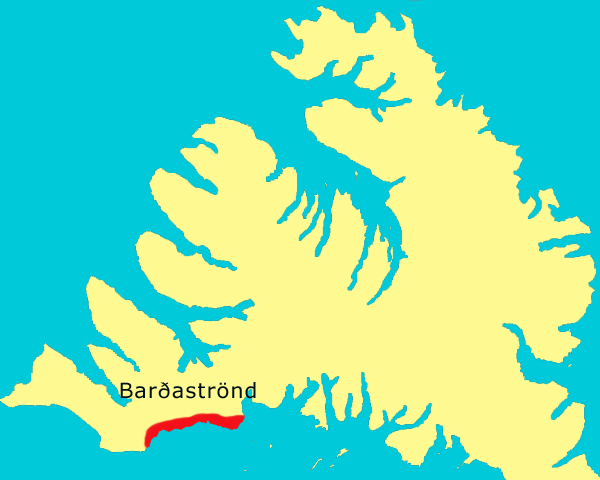

Barðaströnd è un'area di interesse storico nell'Islanda nordoccidentale. È la costa tra Vatnsfjörður e Sigluneshlíðar nella regione meridionale dei fiordi occidentali. Questo è il luogo in cui Flóki Vilgerðarson allestì per la prima volta il campo invernale.